# Coleosperma lacustre
Coleosperma lacustre är en svampart som beskrevs av Ingold 1954. Coleosperma lacustre ingår i släktet Coleosperma och familjen Dermateaceae.   Inga underarter finns listade i Catalogue of Life.